# Dogondoutchi (departament)
Dogondoutchi – departament w południowo-zachodnim Nigrze, w regionie Dosso. Zajmuje powierzchnię 4 794 km². W 2011 roku zamieszkiwany był przez 682 289 mieszkańców. Siedzibą administracyjną jest miasto Dogondoutchi.

## Położenie
Departament graniczy z:
- regionem Tillabéri na północy,
- regionem Tahoua i Nigerią na wschodzie,
- departamentem Gaya na południu,
- departamentami Dosso i Loga na zachodzie.

## Podział administracyjny
Departament tworzy 10 gmin (communes): gmina miejska Dogondoutchi i 9 gmin wiejskich.
| Gmina         | Liczba mieszk. |
| ------------- | -------------- |
| Dogondoutchi  | 79 389         |
| Dan-Kassari   | 74 484         |
| Dogonkiria    | 63 504         |
| Douméga       | 36 553         |
| Guéchémé      | 121 569        |
| Kiéché        | 56 004         |
| Koré Maïroua  | 58 784         |
| Matankari     | 79 560         |
| Soucoucoutane | 37 110         |
| Tibiri        | 75 332         |

## Demografia
Od 2001 roku następowały następujące zmiany liczby ludności departamentu Dogondoutchi:
| Rok             | 2001    | 2010    | 2011    |
| Liczba ludności | 494 354 | 662 051 | 682 289 |

W 2011 roku mieszkańcy departamentu stanowili 32,8% ogólnej liczby mieszkańców regionu i 4,3% populacji kraju. W strukturze płci mężczyźni stanowili 49,5% (337 749), kobiety 50,5% (344 540).